# Меркатіно-Конка
Меркатіно-Конка (італ. Mercatino Conca) — муніципалітет в Італії, у регіоні Марке,  провінція Пезаро і Урбіно.
Меркатіно-Конка розташоване на відстані близько 220 км на північ від Рима, 90 км на захід від Анкони, 34 км на захід від Пезаро, 21 км на північний захід від Урбіно.
Населення — 1089 осіб (2014).
Щорічний фестиваль відбувається 16 травня. Покровитель — Sant'Ubaldo.

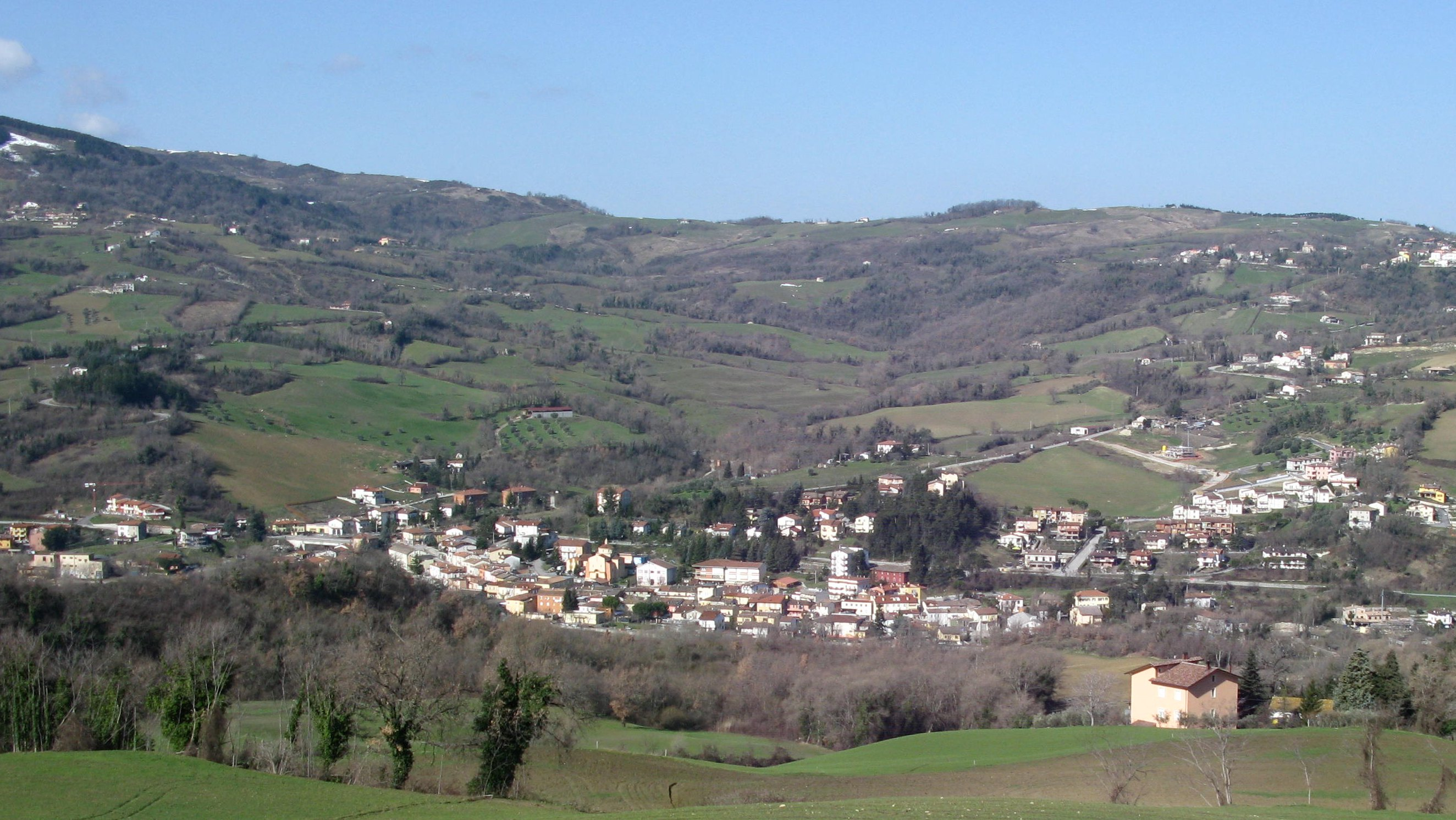
Mercatino Conca

## Демографія
Населення за роками:

Станом на 1 січня 2023 року в муніципалітеті офіційно проживало 130 іноземців з 22 країн, серед них 43 громадяни країн Євросоюзу та 19 громадян України.

## Сусідні муніципалітети
- Аудіторе
- Джеммано
- Монте-Чериньоне
- Монте-Гримано
- Сассокорваро
- Сассофельтріо
- Таволето